# Palazzo Contarini del Bovolo

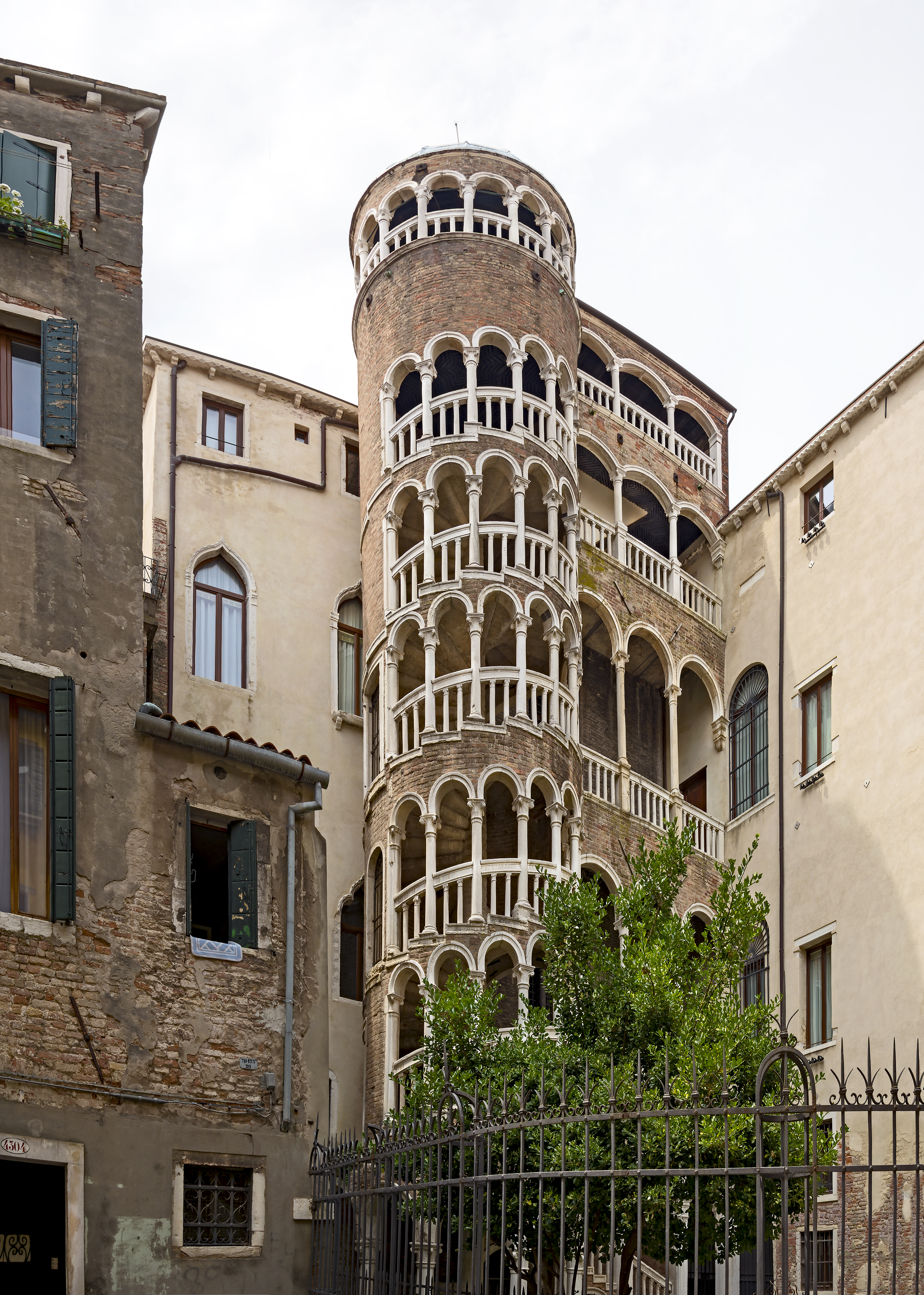
Scala del Bovolo

Der Palazzo Contarini del Bovolo ist ein gotischer Palast in Venedig im Stadtviertel San Marco in der Nähe des Campo Manin.
Berühmt geworden ist dieser Palast wegen seiner Wendeltreppe, die als Scala del Bòvolo in die Kunstgeschichte eingegangen ist (im venezianischen Dialekt liegt die Betonung auf dem ersten ò).
Der Palast ist ein Gebäude des ausgehenden 15. Jahrhunderts der Familie Contarini. Die Fassade blickt auf den Rio di San Luca. Im Jahr 1499 beschloss der damalige Hausherr Pietro Contarini, im Innenhof seines Palastes vom Baumeister Giovanni Candi (nach anderen Quellen Giorgio Spavento) eine Wendeltreppe im neuen Stil der Renaissance errichten zu lassen, und zwar in der ungewöhnlichen Form einer Serie von Loggien, die sich in ansteigenden Rundbögen öffnen. Dieses Konzept ist für eine Außentreppe ungewöhnlich aufwändig und war in dieser Art überhaupt neuartig. Die Treppe endet in einem Kuppelraum, der einen hervorragenden Blick über die gesamte Stadt bietet.
Im 19. Jahrhundert diente der Palast eine Zeit lang als Hotel und beherbergt heute ein pädagogisches Institut.